# New Augusta
New Augusta es un pueblo del Condado de Perry, Misisipi, Estados Unidos. Según el censo de 2000 tenía una población de 715 habitantes y una densidad de población de 53.5 hab/km².

## Demografía
Según el censo de 2000, había 715 personas, 252 hogares y 190 familias residiendo en la localidad. La densidad de población era de 53,5 hab./km². Había 292 viviendas con una densidad media de 21,8 viviendas/km². El 63,64% de los habitantes eran blancos, el 34,97% afroamericanos, el 0,28% amerindios, el 0,14% de otras razas y el 0,98% pertenecía a dos o más razas. El 0,42% de la población eran hispanos o latinos de cualquier raza.
Según el censo, de los 252 hogares en el 42,1% había menores de 18 años, el 49,6% pertenecía a parejas casadas, el 19,8% tenía a una mujer como cabeza de familia y el 24,6% no eran familias. El 21,4% de los hogares estaba compuesto por un único individuo y el 6,0% pertenecía a alguien mayor de 65 años viviendo solo. El tamaño promedio de los hogares era de 2,74 personas y el de las familias de 3,21.
La población estaba distribuida en un 31,5% de habitantes menores de 18 años, un 10,6% entre 18 y 24 años, un 30,3% de 25 a 44, un 19,6% de 45 a 64 y un 8,0% de 65 años o mayores. La media de edad era 31 años. Por cada 100 mujeres había 108,5 hombres. Por cada 100 mujeres de 18 años o más, había 100,8 hombres.
Los ingresos medios por hogar en la localidad eran de 27.500 dólares ($) y los ingresos medios por familia eran 31.477 $. Los hombres tenían unos ingresos medios de 28.750 $ frente a los 17.917 $ para las mujeres. La renta per cápita para la ciudad era de 13.333 $. El 19,9% de la población y el 19,0% de las familias estaban por debajo del umbral de pobreza. El 27,0% de los menores de 18 años y el 16,2% de los habitantes de 65 años o más vivían por debajo del umbral de pobreza.

## Geografía
Según la Oficina del Censo de los Estados Unidos, New Augusta tiene un área total de 13,8 km² de los cuales 13,4 km² corresponden a tierra firme y 0,4 km² a agua. El porcentaje total de superficie con agua es 2,64%.